# Israeliți (religie)

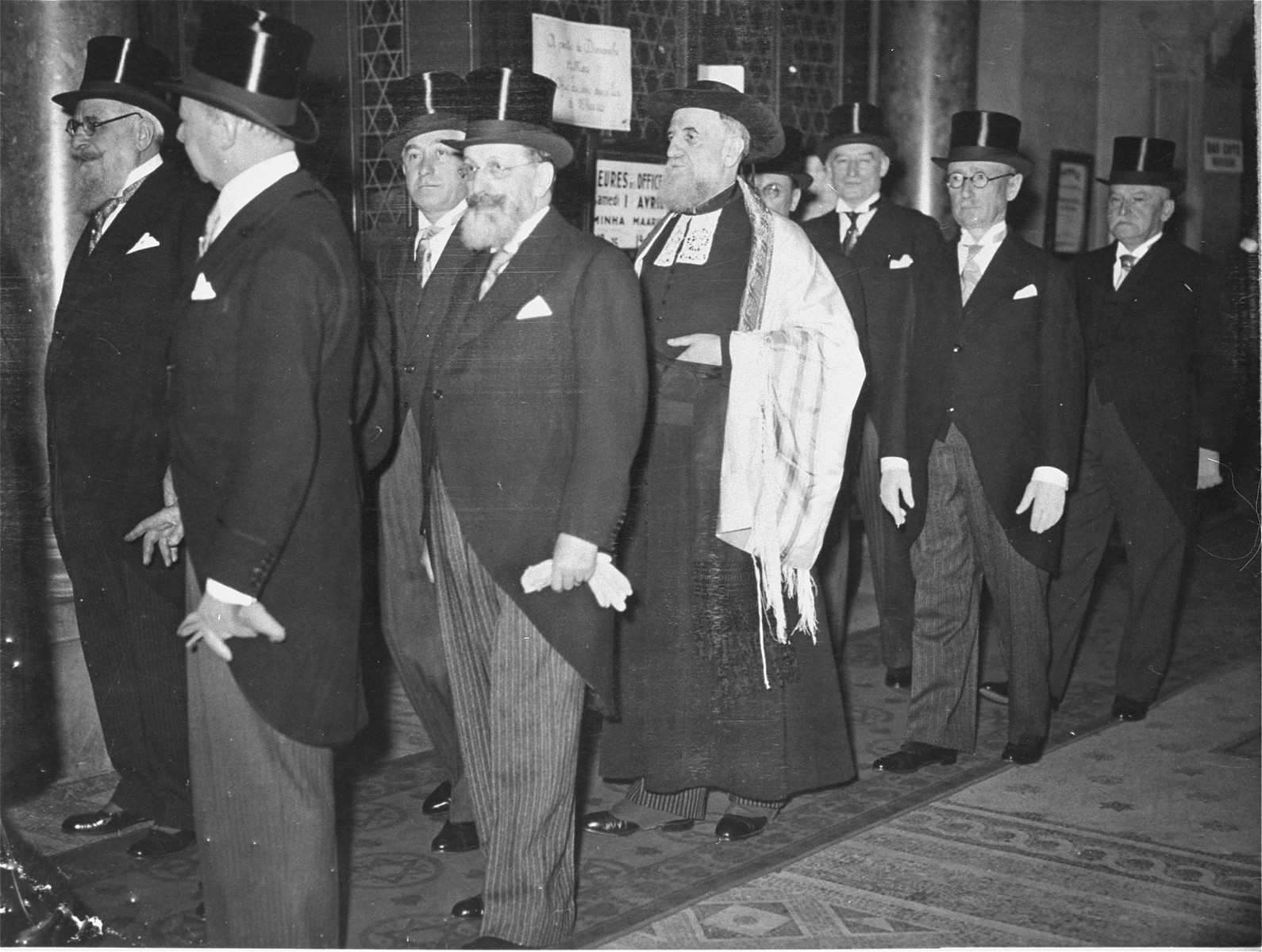
Instalarea rabinului-șef al Franței,, 1939.

Israeliții sau cetățenii confesiunii mozaice (germană : Israeliten, Deutschen mosaischen Konfession; maghiară : Izraeliták, Mózes-hitű magyarok) a fost o denumire pentru cetățenii evrei, în multe state din Europa Occidentală și Centrală, în perioada emancipării, din Legea Toleranței. până în perioada interbelică . Termenul era menit să sublinieze apartenența lor la națiunile locale și să limiteze orice particularism evreiesc la sfera pur religioasă. După Holocaust, expresia a căzut treptat în desuetudine, iar ideologia din spatele ei a dispărut aproape.

## Emancipare
Isaac Berr⁠(d) (1744-1828), sindic al evreilor din Lorena, deja autor al Discursurile deputaților evreilor din provinciile Arhiepiscopilor din Alsacia și Lorena, pronunțate la cârma Adunării Naționale în 14 Octombrie 1789, publică Reflecții asupra regenerării complete a evreilor în Franța, datat 30 mai 1806 în care el îl îndeamnă pe Împăratul Napoleon pentru a recunoaște religia evreiască și cere ca cuvântul juif adică jidan fie abandonat pentru cel de israélite (israelit): 
„S-ar putea, totodată, egalitatea să fie dorită, pentru a atinge obiectivul mai eficient, pentru a elimina complet cuvântul juif în limba franceză. Biblia le numește numai prin Israel, limba lor este cunoscută sub numele de limba ebraică; Ei au fost cunoscuți de mult sub singurul nume de israeliți; Nu ar trebui să continuăm să numim Israeliți sau Evrei? La fel ca închinarea lor ebraică sau iudaică, avizul derizoriu aplicat în numele evreului va ieși prin uitarea practicii acestui cuvânt în direcția abuzivă. Regenerarea viitoare și completă din partea lor va împiedica aplicațiile similare cu cuvintele ebraică sau israeliților, alții decât primul înțeles. Cuvântul "evreu" în franceză și "jüde" în limba germană, nu vine de la ceea ce mi se pare că numele Împărăției lui Iudeea și ce în limba ebraică, despre care cel mai mult din profeții și istoricii lor au servit, găsim Cuvântul lui "Iehoudi". Astăzi nu avem altă țară, alte terenuri natale decât Imperiul Francez, de ce, sub domnia lui Napoleon mai mare, nu ne-am reluam, să distingem religia noastră cu credința altor secte religioase, numele de origine a existenței noastre și Primul nume al lui Israel pe care ni-l dăduse Dumnezeu?”
„Il serait peut-être également à désirer, pour atteindre le but plus efficacement, de faire supprimer entièrement le mot Juif dans la langue française. La Bible ne les nomme qu’enfants d’Israël, leur langue est connue sous la dénomination de langue hébraïque; ils ont longtemps été connus sous le seul nom d’Israélites; ne faudrait-il pas continuer de les nommer Israélites ou Hébreux? Comme leur culte hébraïque ou judaïque, l’opinion dérisoire appliquée au nom de Juif s’éteindra par l’oubli de la pratique de ce mot dans le sens abusif. La régénération future et complète de leur part, empêchera de faire des applications semblables aux mots d’Hébreu ou d’Israélites, autres que la signification première. Le mot de Juif en français, et de Jüde en allemand, ne provient, à ce qui me semble, que du nom que portait le royaume de Judée, et de ce qu’en la langue hébraïque, de laquelle la plupart de leurs prophètes et historiens se sont servis, on trouve le mot de Jehoudi. Aujourd’hui que nous n’avons pas d’autre patrie, d’autres terres natales que l’empire français, pourquoi, sous le règne du grand Napoléon, ne reprendrions-nous pas, pour distinguer notre religion d’avec la croyance des autres sectes religieuses, le nom d’origine de notre existence, et le premier nom d’Israël que Dieu nous avait donné?”
.
În secolul al XIX-lea cuvântul israelit înlocuiește cuvântul juif pentru instituțiile al căror rol este de a administra cult religios în Franța. Începe cu crearea Consistoriului Central Israelit al Franței, creat de Napoleon I Urme ale acesteia pot fi încă găsite în titlurile multor instituții, de exemplu Alianța Israelită Universală. sau Éclaireuses et Éclaireurs Israélites de France.
Termenul va desemna așadar în general în Franța până la al Doilea Război Mondial pe evreii considerați ca fiind integrați în jocul instituțiilor.

### Acceptare התקבלות

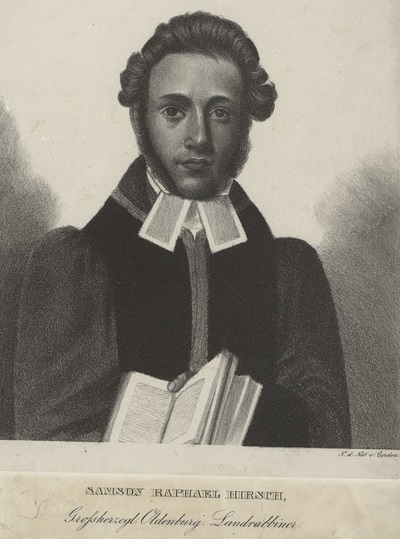
הרב שמשון בן רפאל הירש - Rabinul Samson Ben Rafael Hirsch, în trecerea lui 1830.

În 1806, liderii evreilor din Franța au atacat noua abordare a coluziunii clanului pe care o susținea Kadima Sanhedrin Paris. Se pare că au înecat conceptul de "membri ai religiei mozaice", în sensul său modern, despre întrebările lui Napoleon despre obiceiurile evreiești numite "Balamalele Franței care cred în Religiei Mozaice". Ei au declarat că "acum, când evreii constituie o altă separare, dar bucurați-vă de integrarea lor în marea națiune", "Moletul trebuie să se refere la orice alt francez religios ca un frate. În Franța, principiile au fost aplicate în cele din urmă evreilor din Europa de Vest și Europa Centrală: Egalitatea drepturilor politice și recunoașterea acestora ca parte a națiunii locale, în schimbul tuturor diferențelor evreiești dincolo de domeniul religiei în sensul îngust, cultivarea cultivată și nu a publicului. Un rezistent rigid la principiul de a fi doar martori religioși din "membri francezi ai mozaismului" sau "Religiei Israelite", a fost un semn de marker al evreilor francezi.

Și în Germania, emanciparea a fost parțială și a fost renovată ca un proces de a oferi drepturi treptate care atârnă în îmbunătățirea morală și integrarea civilă a evreilor, intelectualii de semnal preferați, cum ar fi "Membrii Mozaismului" sau "Israelul religios". Primul evaluator Gabriel Seriser a contat ca cel mai mare războinic pentru o emancipare, în 1831, a ridicat numele "despre statutul membrilor religiei Mozaice în Germania". În 1832, când a început să înlăture jurnalul Der Jude ("Iudeul"), a fost imediat atacat de alți evrei germani care s-au răzgândit să folosească termenul negativ și ostil. Ruser și-a dedicat o mare parte din prima emisiune a jurnalului pentru a proteja aceste afirmații și a descris adversarii săi ca cei care au crezut anterior îngerul morții prin înlocuirea numelui pacientului.
[...]

### Asfințit שקיעה

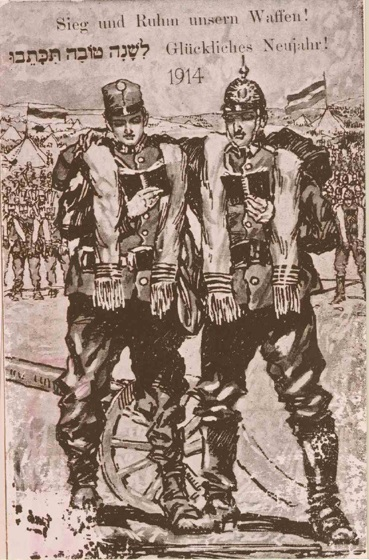
Imaginați-vă Şanah Tova 1914, Salut pe carte poștală la Început Anului, aceasta, arătând: Primul Război Mondial, şi soldații evrei, şi un german și un austro-ungar.

Transformarea antisemitismului în viața europeană pentru [90 ani din secolul al XIX-lea], ca parte a slăbirii liberalismului și a creșterii forțelor raționale și anti-raționaliste la pozițiile de impact, amenințate de paradigma de bază a emancipării la baza identității Religiei Mozaice. , totodată evrei europeni est-europeni, care a suferit de la persecuție și discriminare dificilă, au început să se schimbe în presiunea modernă pe care o atingea în cele din urmă. Mulți evrei estici au păstrat încă caracteristici etnice și culturale semnificative (cum ar fi discursul în idiș); Spre deosebire de centru și de Europa de Vest, unde iudaismul a devenit o corupție și integrare în societate, în Europa de Est, a devenit o adulțiune. Chiar și printre micile elite dintre evreii din Europa de Est, care era relativ cuprinzătoare, nu era greu conceptul de a deveni un flux religios. Într-un mediu unilateral și tolerant, care combinat naționalismul internațional, cei care au vrut să asimileze complet au fost aproape întotdeauna demonstrați proeminenți, iar predicatorii pentru integrarea civilă au fost departe de a vedea de către evrei ca instituție religioasă. Numai în Polonia funcționează pentru o perioadă foarte scurtă de o mică "mișcare a polonezilor de religie mozaică" (Polaków Wyznania Mojżeszowego). 
[...]

## Perioada contemporană
„Israeliţi”

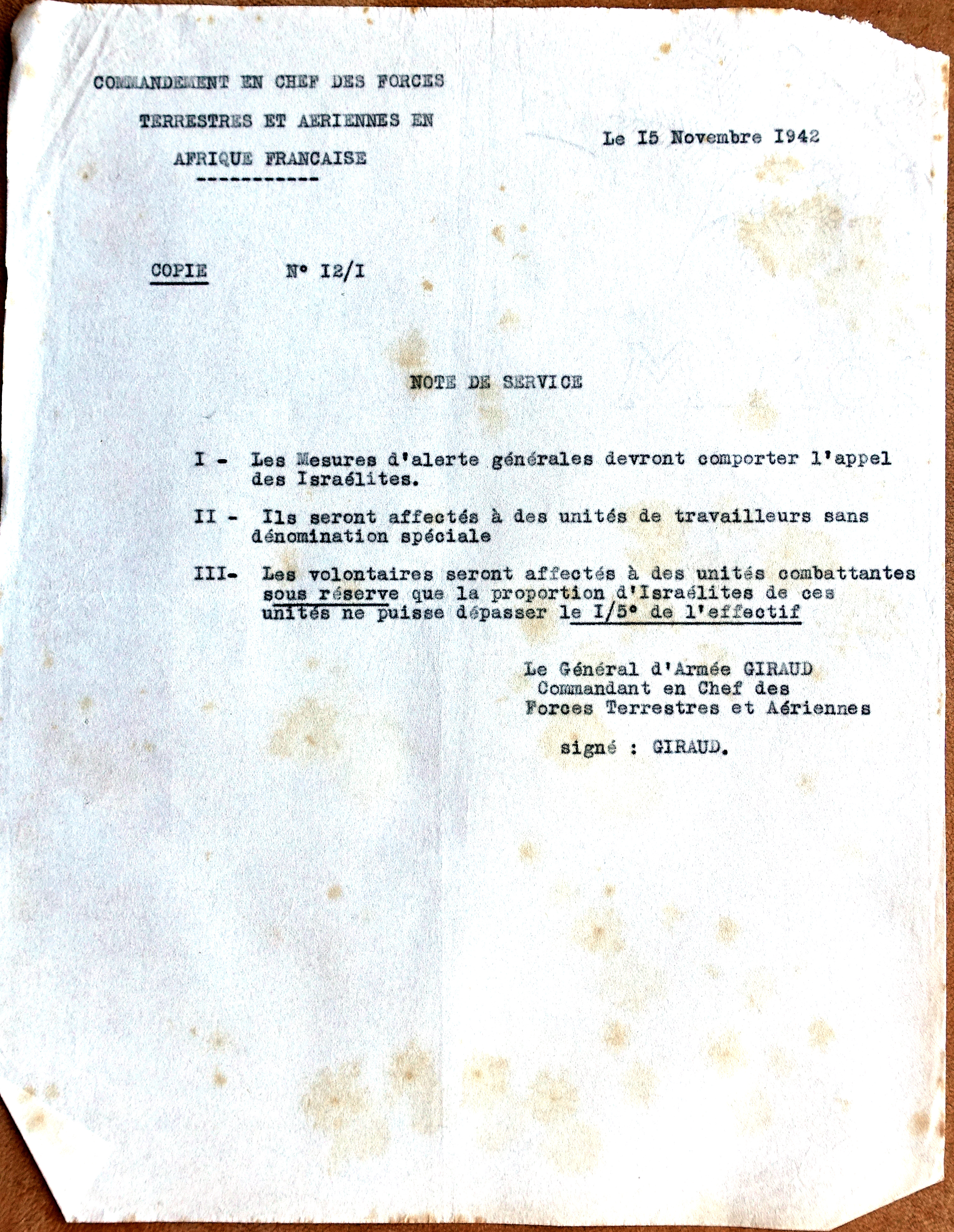
Memorandumul din 1942 care îi desemnează pe soldații evrei algerieni drept.

Înainte de cel de-al Doilea Război Mondial, o populație numeroasă de imigranți evrei din Europa de Est care venea din Bund și cel mai adesea atei nu se recunoștea în concepția franceză a unei iudaități care era considerată ca o simplă religie sau o confesiune, precum protestantismul și catolicismul.
De asemenea, termenul de evreu este reintrodus în Franța pe de o parte de către această populație evreiască străină, atât antireligioasă, cât și revoluționară, pe de altă parte de Germania nazistă care ocupă țara și care își impune politica rasială și deportările în masă în Germania.
Există atunci un antagonism, pe care s-ar putea numi de clasă, între populația evreiască franceză, care este burgheză, bine asimilată și conservatoare, și populația evreiască imigrantă care este săracă, străină și revoluționară. Cei dintâi îi acuză pe noii veniți că tulbură pacea socială și provoacă antisemitism.
Mai multe instituții evreiești laice au fost create în timpul ocupației la inițiativa evreilor nou-veniți, la marginea și în competiție cu Consisoire Central Israelit al Franței, în special Comitetul General pentru Apărarea Evreiască, creat în subteran din juillet 1943 Iulie 1943 cu obiectivul primordial de a salva refugiații evrei din Franța, atunci serios amenințați de deportări și represiuni împotriva acțiunilor de rezistență. În 1944, a devenit Comitetul reprezentativ al israeliților din Franța și mai târziu Consiliul reprezentativ al instituțiilor evreiești din Franța . Aceste structuri au reunit cele mai multe dintre diferitele mișcări activiste evreiești atee ale vremii ( comuniști, budiști și sioniști ).
Shoah ne schimbă viziunea asupra acestui lucru” modelul israelit care astăzi aparține istoriei excepție franceză ". Dezbaterile despre identitatea evreiască mărturisesc acest lucru. Utilizarea termenului " israelit a luat și alte conotații care, având în vedere originea sa, pot părea paradoxale. Pentru a folosi astăzi cuvântul israelit ca sinonim al cuvântului evreiesc provoacă întotdeauna schimbări de sens. În Franța această funcție de „ afirmație modestă este adesea la lucru în retorica discursurilor de extremă dreapta. În rest, istoricii îl folosesc cu referire la această situație franceză.
Este încă folosit în desemnarea instituțiilor istorice precum Consistoriul Central Israelit al Franței sau cel al Belgiei sau Alliance Israélite Universelle . În ceea ce privește CRIF, acest acronim însemna inițial la Eliberare Consiliul Reprezentant al Israeliților din Franța și astăzi Consiliul Reprezentant al Instituțiilor Evreiești din Franța .
Sau 2000, Annette Wieviorka⁠(d) scria: „Vă place sau nu, modelul tradițional republican este în spatele nostru. La noi nu mai există francezi de credință mozaică”  .
În acest sens, ne putem interesa de opera lui Pierre Vidal-Naquet⁠(d) și Chantal Bordes-Benayoun.